# Xã Little Rock, Quận Nobles, Minnesota
Xã Little Rock (tiếng Anh: Little Rock Township) là một xã thuộc quận Nobles, tiểu bang Minnesota, Hoa Kỳ. Năm 2010, dân số của xã này là 211 người.